# Sóhát (település)
Sóhát (1899-ig Csornoholova, Csernoholova, ukránul: Чорноголова [Csornoholova], oroszul: Черноголова [Csernogolova], szlovákul: Černohlava) falu Ukrajnában, Kárpátalján, az Ungvári járásban.

## Fekvése
Ungvártól 45 km-re északkeletre, a Bacsova és a Lyuta összefolyásánál található.

## Nevének eredete
Neve szláv eredetű. Magyar neve a Soloni és Horb községrészek nevének fordításával keletkezett.

## Története
A 18. század végén Vályi András így ír róla: „CSERNOHOLOVA. Csernohova. Orosz falu Ungvár Vármegyében, földes ura a’ Királyi Kamara, lakosai ó hitűek, fekszik az Ungvári kerűletben. Határja középszerű.”
Fényes Elek 1851-ben kiadott geográfiai szótárában így ír a faluról: „Csornoholova, orosz falu, Ungh vgyében, N. Bereznához 6 órányira: 8 r., 614 g. kath., 14 zsidó lak., g. kath. paroch. templommal, jó savanyúvizzel, szép bikkes erdővel. F. u. a kamara. Ut. p. Ungvár.”
A trianoni békéig Ung vármegye Nagybereznai járásához tartozott. Az első világháborút követően a mesterségesen létrehozott Csehszlovákiához csatolták, majd 1938-tól ismét Magyarországhoz tartozott 1944 őszéig, amikor a szovjet csapatok megszállták.
Ennek következtében 1945-ben az Ukrán Szovjet Szocialista Köztársaság, s ezzel együtt a Szovjetunió részévé vált. 1991 óta a független Ukrajna része.

## Népessége
- 1910-ben 1570 lakosából 92 magyar, 181 német, 1 szlovák, 1 román, 1291 ruszin, 1 horvát és 3 egyéb anyanyelvű volt; vallását tekintve pedig 85 római katolikus, 1269 görögkatolikus, 7 református és 209 izraelita.[5]
- 1991-ben körülbelül 1700 görögkatolikus lakosa volt.
- 2001-ben 1336-an lakták.

| 1910 | 1 570 |
| 2001 | 1 336 |

A népesség anyanyelv szerinti megoszlása a teljes népesség %-ában (2001)

## Nevezetességek
Görögkatolikus fatemploma 1794-ben épült. Szent Miklós tiszteletére szentelték fel. A templom hosszanti elrendezésű, oszlopos tornáccal. Tornya a bejárat fölött emelkedik, körerkélyes, hagymasisakos. A szentély kezdetét szerény méretű huszártorony jelzi a tetőzeten.